# Sarah Millin
Sarah Gertrude Millin (née Liebson  le 19 mars 1889 à Zagare en Lituanie et morte le 6 juillet 1968 à Johannesbourg en Afrique du Sud) est une femme de lettres sud-africaine de langue anglaise, issue d’une famille lituanienne ayant émigrée en Afrique australe.

## Biographie
Sarah Liebson est née à Zagare, une localité de Lituanie, le 19 mars 1889, dans une famille juive de sept enfants. Cinq mois plus tard, ses parents, Isaiah et Olga, qui vivent dans la peur des pogroms, décident d’émigrer en Afrique australe, et s’installent à Beaconsfield près de Kimberley. 
En 1894, quand elle a six ans, la famille déménage sur les rives du fleuve Vaal, toujours dans la région de Kimberley, une ville fondée pour l’exploitation du diamant. Son père ouvre en ce lieu un petit magasin de commerce,,. Les gisements diamantifères attirent alors sur place une population, souvent pauvre, d’origine européenne :  en 1866, à Hopetown, à 120 kilomètres au sud de Kimberley, le diamant Eureka (en), baptisé ainsi à l'Exposition universelle de 1867 à Paris, avait été découvert par un jeune garçon, Erasmus Jacobs, dans une kimberlite et déclenché une ruée vers le diamant.
Le contexte de son enfance alimentera son œuvre ultérieure, qui associe son attachement à cette région, et l’horreur de la pauvreté et de la misère dans laquelle vivent la plupart des chercheurs de diamants. Après avoir effectué ses études au Kimberley High School for Girls, elle choisit en 1904 de ne pas accepter les bourses qui lui sont proposées pour aller à l'université du South African College (en) au Cap, mais de poursuivre des études de musique à Kimberley. Elle obtient un certificat de professeur de piano mais ne se lance pas dans cette carrière. Depuis des années déjà, ayant commencé à écrire très jeune, elle est convaincue que l'écriture est son destin. Certaines de ses compositions apparaissent dans les journaux entre 1910 à 1912. 
Le 1er décembre 1912, elle épouse Philip Millin et s'installe à Johannesbourg. Son mari est un avocat, qui va devenir juge de la Cour suprême sud-africaine. Il l'encourage dans ses projets littéraires.
Auteur d'une œuvre littéraire prolifique publiée également hors d'Afrique du Sud, Sarah Gertrude Millin meurt le 6 juillet 1968, à Johannesbourg.

### Œuvres littéraires
Son premier roman, The Dark River [La Rivière sombre], est publié en 1919, et se situe dans ce milieu de l’exploitation diamantifère, dans la région de Kimberley, de Barkly West et de la rivière Vaal. 
D’autres romans suivent, mais c'est God's Step-Children, publié en 1924, qui fait connaître ses livres au-delà des frontières de l’Afrique du Sud. Cette œuvre paraît en français, chez Plon en 1931, dans une traduction de Charles Jacob, sous le titre Les Enfants abandonnés de Dieu, roman des Sang-Mêlé. Elle reflète son obsession du métissage, du « sang mêlé entre les races », qu'elle perçoit comme une cause de déchéance. Dans son roman, la « faute » d'un missionnaire protestant qui ose épouser une Hottentote rejaillit sur les quatre générations successives de ses descendants,.
En 1925, le roman Mary Glenn est consacré à une mère confrontée à la disparition de son enfant. Avec ce thème plus universel, moins lié à l'Afrique australe, Sarah Millin devient l'un des romanciers anglophones les plus populaires, dans son pays et, au-delà, dans le monde anglophone. Elle marque les esprits par son style nerveux. 
Elle signe par ailleurs dans les années 1930 des biographies consacrées à deux hommes politiques majeurs d'Afrique du Sud : Cecil Rhodes, ancien premier ministre de la Colonie du Cap, depuis intégrée dans l’Union d’Afrique du Sud, et le général Jan Smuts, vétéran honoré de la seconde guerre des Boers, premier ministre sud-africain de 1919 à 1924 et chef du parti sud-africain. Le général Smuts est une personnalité contemporaine et un de ses amis. Il lui a permis d’ailleurs, lors d’une visite en 1930 aux États-Unis où elle put constater sa notoriété littéraire, d’être reçue par Président Hoover lui-même. 
Sarah Millin marque aussi son intérêt pour l'histoire sud-africaine dans ses œuvres de fiction , notamment dans The Coming of the Lord, qui analyse la société sud-africaine et ses minorités mais aussi dans King of the Bastards qui évoque la vie d’un  célèbre trekboer, Coenraad Buys, et dans The Burning Man, consacré à Johannes Theodorus van der Kemp, missionnaire, militaire, docteur et philosophe,. 
En pleine Seconde Guerre mondiale, alors que le monde semble s’être embrasé et que les puissances de l'Axe sont au zénith , elle publie The Herr Witchdoctor où elle met en garde contre la montée des idées nazies en Afrique du Sud. 
Ses ouvrages autobiographiques, The Night Is Long [La Nuit est longue]  publié également  en 1941, et The Measure of My Days [Le Compte de mes jours] en 1955, sont quelquefois considérés comme le meilleur de sa production littéraire. Son mari meurt d'une insuffisance cardiaque dans les années 1950, alors qu'elle commence à écrire cette dernière autobiographie. L’événement l'affecte profondément, et elle se retire dès lors de plus en plus de la vie sociale.
The Wizard Bird, publié en 1962, met en évidence les opinions politiques conservatrices et nationalistes de Sarah Millin ainsi que son soutien aux politiques d'apartheid menées par le Parti national (au pouvoir depuis 1948) et qui vient d’obtenir, lors d’un référendum en octobre 1960 (une consultation limitée à la seule population blanche) l’institution d’une nouvelle constitution fondant la  République d'Afrique du Sud .
Son dernier roman, Goodbye, Dear England, paraît en 1965, un an avant sa mort.

## Principales publications

### Romans
Seules les premières éditions sont précisées.
- The Dark River, Grande-Bretagne : William Collins, Sons, 1919 ; États-Unis, Thomas Seltzer, 1920.
- Middle Class, Grande-Bretagne : William Collins, Sons, 1921.
- Adam's Rest, Grande-Bretagne : William Collins, Sons, 1922 ; États-Unis, Horace Liveright, 1930.
- The Jordans, Grande-Bretagne : William Collins, Sons,  1923 ; États-Unis, Horace Liveright, 1923.
- God's Stepchildren, Grande-Bretagne : Constable & Co, 1924 ; États-Unis, Boni & Liveright, 1924.
- Mary Glenn , Grande-Bretagne : Constable & Co, 1925 ; États-Unis, Boni & Liveright, 1925.
- The Coming of the Lord, Constable & Co, 1928 ;  Macmillan, Canada, 1928 ; États-Unis, Horace Liveright, 1928.
- An Artist in the Family, Grande-Bretagne : Constable & Co, 1928  Macmillan, Canada, 1928 ; États-Unis, Boni & Liveright, 1928.
- The Fiddler, Grande-Bretagne : Constable & Co, 1929 ; États-Unis, Horace Liveright, 1929.
- The Sons of Mrs Aab, Grande-Bretagne : Chatto & Windus, 1931 ; États-Unis, Boni & Liveright, 1931.
- Three Men Die , Grande-Bretagne : Chatto & Windus, 1934 ; États-Unis, Harper & Brothers, 1934.
- What Hath a Man?, Grande-Bretagne : Chatto & Windus, 1938 ; États-Unis, Harper & Brothers, 1938.
- The Herr Witchdoctor, William Heinemann, 1941. Titre américain : The Dark Gods, Harper & Brothers, 1941.
- The King of the BastardsHarper & Brothers, 1949 aux États-Unis. William Heinemann, 1950, Grande-Bretagne.
- The Burning Man, William Heinemann, 1952, Grande-Bretagne. G. P. Putnam's Sons, 1952, États-Unis.
- Two Bucks Without Hair & Other Stories, 1957, Grande-Bretagne : Faber & Faber, Afrique du Sud : Central News Agency, et Rhodésie : Kingston's.
- The Wizard Bird, 1962, Grande-Bretagne : William Heinemann, Afrique du Sud : Central News Agency, et Rhodésie : Kingston's.
- Goodbye, Dear England, 1965, Grande-Bretagne : William Heinemann.

### Travaux biographiques et essais
- The South Africans, 1926, Grande-Bretagne, Constable & Co ; 1927, États-Unis, Boni & Liveright.
- Men on a Voyage (essais sur différents sujets), 1930, Grande-Bretagne, Constable & Co.
- Biographie de Cecil Rhodes. 1933, Grande-Bretagne,  Chatto & Windus  sous le titre de  Rhodes in 1933, édition revue en 1952 ; 1933, États-Unis, Her & Brothers sous le titre de Cecil Rhodes. Sarah Millin est également créditée pour sa collaboration  au film Rhodes of Africa, en 1936, réalisé par Walter Huston.
- General Smuts, 1936 , en deux volumes, Faber & Faber ; Little, Brown and Company pour le marché américain.
- The People of South Africa complément à  The South Africans, Grande-Bretagne, Constable & Co, 1951 ;  Alfred A Knopf, 1954, pour le marché américain.

### Autobiographies
- (en) The Night is Long, Faber & Faber, 1941, C’est la première autobiographie qu’elle rédige.
- Durant la Seconde Guerre mondiale et juste après, elle écrit différentes chroniques et journaux, publiés chez Faber & Faber : World Blackout en 1944 ; The Reeling Earth en 1945 ; The Pit of the Abyss en 1946 ; The Sound of the Trumpet  en 1947 ; Fire Out of Heaven en 1947 ; et The Seven Thunders en 1948 .
- The Measure of My Days, Faber & Faber, 1955. Cette deuxième autobiographie a été publiée également en 1955 par Central News Agency en Afrique du Sud, et par Kingston's en Rhodésie.